# سکوت میان ترانه‌ها
سکوت میان ترانه‌ها (به انگلیسی: Silence Between Songs) دومین آلبوم استودیویی از خوانندهٔ آمریکایی مدیسون بییر می‌باشد که در ۱۵ سپتامبر سال ۲۰۲۳ از سوی اپیک رکوردز و سینگ ایت لود منتشر گردید و پس نخستین آلبوم استودیویی بییر تحت عنوان پشتیبان زندگی (۲۰۲۱) می‌آید. این اثر یک آلبوم پاپ و سایکدلیک راک با عناصر دریم پاپ توصیف شده‌است.